# 希波克拉底面容

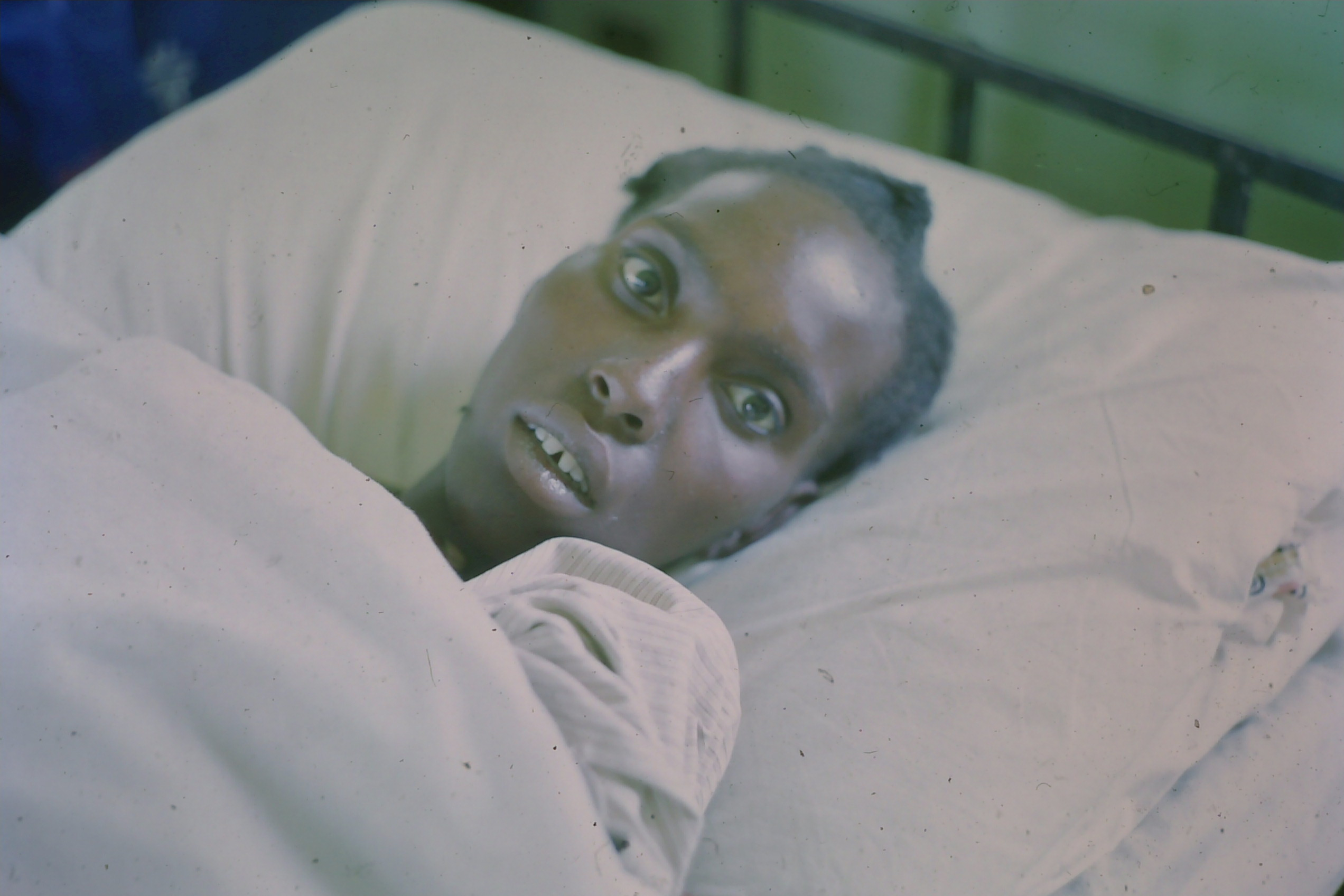

希波克拉底面容（拉丁語：facies Hippocratica）又称濒死面容，是指由于濒临死亡或长期患病、过度排泄、过度饥饿等原因造成的面容改变。
如果患者的面部容貌可以被描述为：鼻骨突出，眼窝深陷，颞部凹陷，耳廓冰冷且向内收缩，耳垂变形，面部皮肤硬化，面部苍白或呈现暗灰色...如果这些体征在规定时间内没有改善，就必须意识到死亡的到来。
之所以被称为希波克拉底面容，是因为它由希波克拉底首次描绘。
一个与之相关的术语是惡病體質，这是一种通常由癌症等严重疾病引起的复杂综合症和并发症。